# سلطان احمد گوده
سلطان احمد یا سلطان احمد گوده، در ترکی به معنای احمد کوتاه فرزند محمد بیگ و نوه اوزون حسن بود. مادر وی گوهرخان سلطان دختر سلطان محمد فاتح بود. احمد ششمین سلطان آق‌قویونلو و آخرین فرمانروای قدرتمند این سلسله بود. 
سلطان احمد در سال ۹۰۲ علیه سلطان رستم شورش کرد. وی به نام خودش سکه زد و خطبه خواند، سرانجام در جنگی که میان دو سپاه درگرفت به دلیل روی برگردانی آیبه سلطان از رستم و پیوستن او به ارتش احمد، ارتش رستم شکست خورد و وی کشته شد. 
آیبه سلطان در سال ۹۰۲ از کرمان عازم فارس شد و در آنجا با قاسم بیگ بر علیه سلطان احمد شورش کرد و در جنگی که میان آن‌ها رخ داد احمد و بسیاری از اطرافیانش در سال ۱۸ ربیع‌الثانی ۹۰۳ کشته شدند و با مرگ او، زوال حکومت آق قویونلو نیز آغاز شد.
چون سلطان احمد با امیران درباری میانه‌ای نداشت، آلت دست آنان نشد. او تصمیم داشت عدالت مالی را برقرار سازد اما در این امر ناکام ماند و در امامزاده چهارمنار به خاک سپرده شد 